# Carlo Ponti
Carlo Fortunato Pietro Ponti (Magenta, 11 dicembre 1912 – Ginevra, 9 gennaio 2007) è stato un produttore cinematografico italiano naturalizzato francese.

## Biografia

### Famiglia

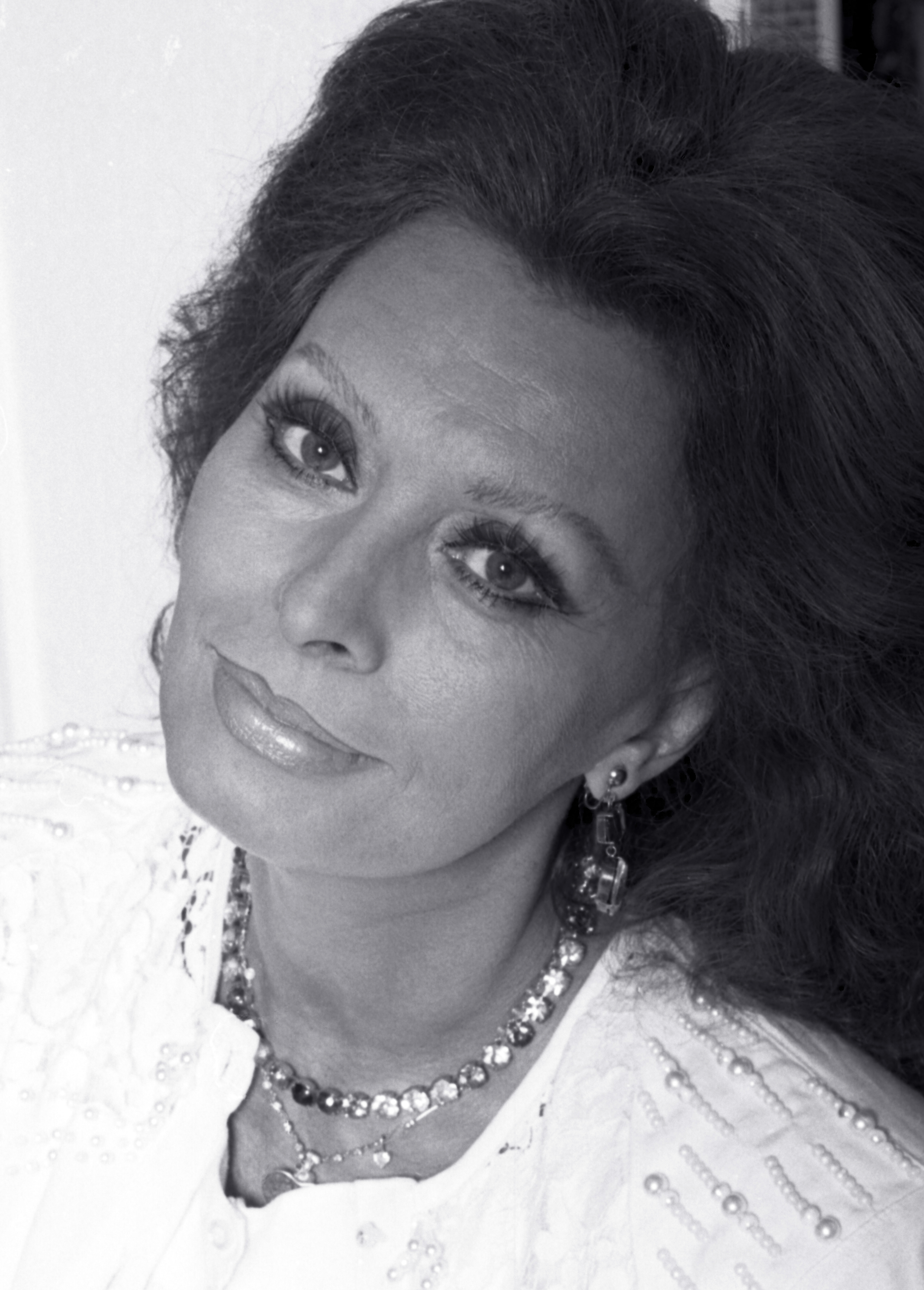
L'attrice Sophia Loren, moglie di Carlo Ponti, nel 1986

Nato nel 1912, era figlio di Leone Ponti, discendente della facoltosa famiglia di industriali gallaratesi, e di sua moglie Maria Zardone; aveva due sorelle, Laura (1910-2012) e Lucia. Suo nonno era Ettore Ponti, mentre il suo bisnonno fu Andrea Ponti, entrambi tra i pionieri dell'industria della tessitoria in Lombardia nel corso dell'Ottocento. Nel 1946 sposò Giuliana Fiastri, nobildonna di origine reggiana con la quale ebbe la figlia, Guendalina Ponti (1951), avvocato e docente universitaria a Roma specializzata in diritto d'autore, diritto cinematografico, proprietà intellettuale e diritto internazionale, e un figlio, Alessandro Ponti (1953-2022), produttore cinematografico.
Nel 1950, all'età di 38 anni, incontrò per la prima volta Sophia Loren, all'epoca sedicenne: dopo alcuni anni si separò e sposò Sophia, dalla quale ebbe due figli, Carlo Ponti Jr. (1968) ed Edoardo Ponti (1973). Carlo Ponti e Sophia Loren sono stati importanti collezionisti d'arte. La collezione Ponti-Loren comprende oltre 150 opere, tra cui lavori di Henri Matisse, Paul Cézanne, Pablo Picasso, Canaletto, Pierre-Auguste Renoir, Giorgio de Chirico, Giacomo Balla, René Magritte, Oskar Kokoschka e numerosi reperti archeologici.

### Carriera
Laureatosi in giurisprudenza, si occupa di cinema dal 1940. Nel dopoguerra lavora per la Lux Film ricoprendo, con Dino De Laurentiis, il ruolo di produttore esecutivo. In particolare segue molti registi esordienti, come Pietro Germi, Luigi Zampa, Luigi Comencini, Steno e Mario Monicelli.
Nel 1950 fonda, con il socio napoletano, la Ponti-De Laurentiis, producendo opere importanti come Guardie e ladri di Steno e Mario Monicelli (1951), Europa '51 di Roberto Rossellini (1952), L'oro di Napoli di Vittorio De Sica (1954), La strada di Federico Fellini (1954), La romana di Luigi Zampa, Ulisse di Mario Camerini (1954) e il Colossal Guerra e pace di King Vidor (1956). Oggi gli studi "Ponti-De Laurentiis" sono sede dell'Istituto statale di istruzione superiore Roberto Rossellini.

Divisosi dal socio Dino De Laurentiis, si trasferisce negli Stati Uniti con la moglie Sophia Loren e i figli nati dalla loro unione, che saranno anch'essi nel mondo dello spettacolo: Carlo Jr. è un ex attore ed ex direttore della San Bernardino Symphony della California, Edoardo è un regista. Qui lavora per la Paramount, producendo i film interpretati dalla moglie e molte importanti pellicole: La donna è donna (1961) e Il disprezzo (1963) di Jean-Luc Godard, La ciociara di Vittorio De Sica (1960), Il dottor Živago di David Lean (1965), e il trittico Blow-Up (1966), Zabriskie Point (1970) e Professione: reporter (1975) di Michelangelo Antonioni.

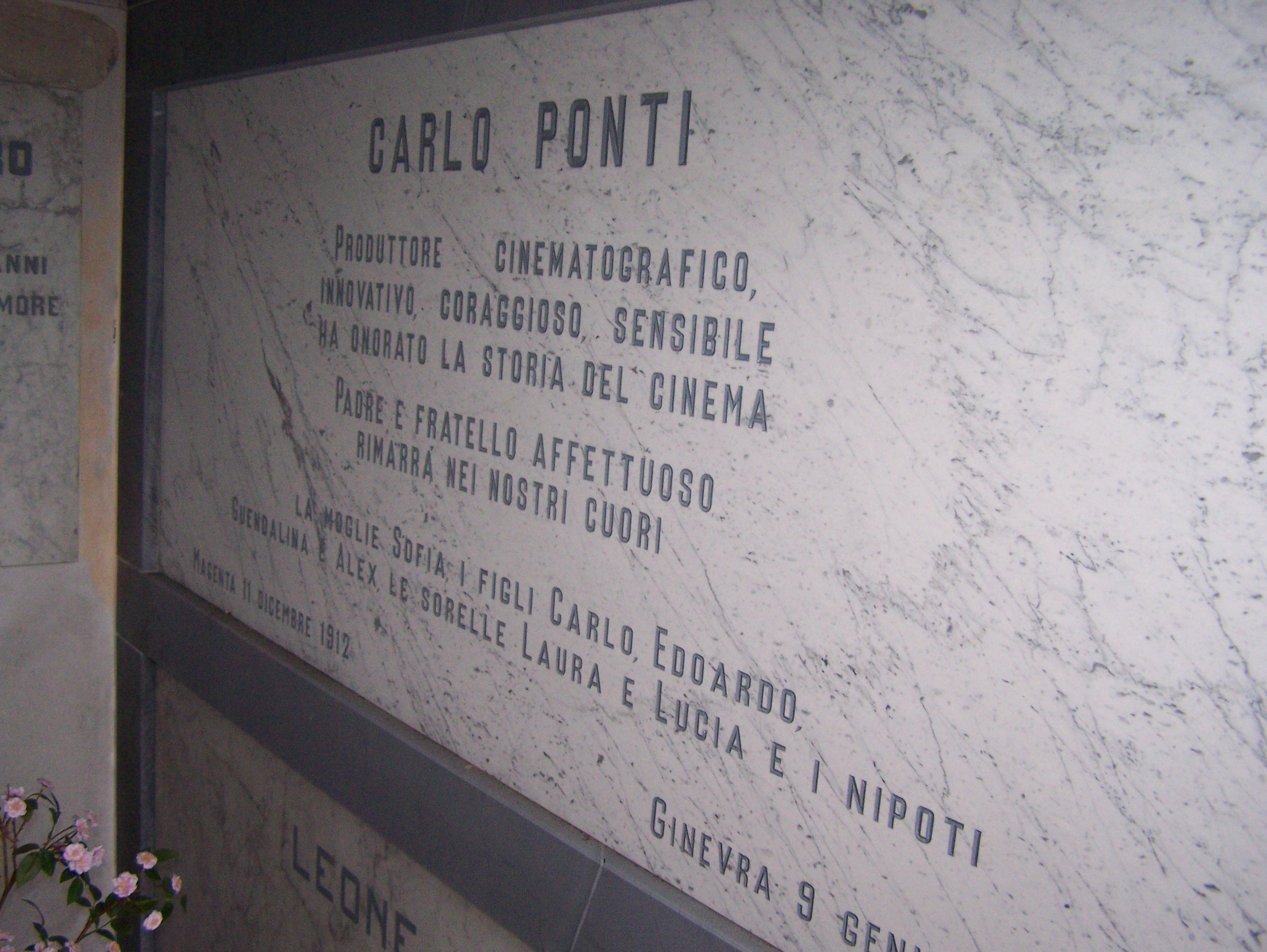
La tomba di Carlo Ponti nel Cimitero di Magenta

Per La ciociara Loren, allora da lui sposata in Messico nel 1957, vinse l'Oscar: Lello Bersani venne inviato a casa dell'attrice per l'intervista sul premio, che però non fu diffusa perché giudicata inopportuna dai funzionari Rai proprio perché Ponti non aveva ancora regolarizzato la sua posizione coniugale. Il dottor Zivago fu il suo maggior successo di pubblico, prodotto negli USA per la regia di David Lean e un cast d'eccezione (Omar Sharif, Julie Christie, Alec Guinness, Rod Steiger, Tom Courtenay e Geraldine Chaplin): basata sull'omonimo romanzo di Boris Pasternak, la pellicola vinse inoltre cinque Golden Globe (tra cui uno a Ponti per il miglior film) e altrettanti Oscar (su dieci candidature); Ponti divenne il primo produttore italiano a ricevere la candidatura per il miglior film (statuetta vinta da Tutti insieme appassionatamente).
Dal 1964 cittadino francese, coraggioso nelle scelte culturali, di carattere autoritario - numerosi e celebri i suoi scontri con i registi - è stato uno dei maggiori produttori del dopoguerra anche se il suo sogno nel cassetto restò la politica.

### Morte e sepoltura
Colpito da una malattia ai polmoni, morì all'ospedale cantonale di Ginevra in seguito a una complicazione polmonare il 9 gennaio 2007, all'età di 94 anni. È tumulato nella cappella di famiglia al cimitero del suo paese natale, Magenta, nel milanese.

## Matrimoni e discendenza
Carlo Ponti sposò nel 1946 Giuliana Fiastri (1925-2006), dalla quale ebbe due figli:
- Guendalina Ponti (1951), avvocato, ha una figlia.
- Alessandro "Alex" Ponti (Roma 1º settembre 1953 - 2022), produttore.

Nel 1956 Ponti si recò in Messico, ove ottenne il divorzio da Giuliana e il 17 settembre 1957 sposò Sophia Loren per procura. Ponti non rientrò in Italia, per evitare l'accusa di bigamia (allora in Italia il divorzio non era consentito), lavorando a Hollywood. Nel 1960 lui e Sophia Loren tornarono in Italia e furono accusati di bigamia, ma negarono di essere uniti in matrimonio.
Nel 1962 il primo matrimonio di Ponti fu annullato, evitando così alla nuova coppia l'accusa di bigamia. Nel 1965 Ponti ottenne il divorzio da Giuliana in Francia, potendo così sposare Sophia Loren il 9 aprile 1966. La coppia ottenne la cittadinanza francese grazie all'intervento del presidente Georges Pompidou.
Ponti e la Loren rimasero sposati fino alla scomparsa di lui ed ebbero due figli:
- Carlo Ponti, Jr. (1968), divenuto direttore d'orchestra, che ha sposato la violinista Andrea Meszaros, dalla quale ha avuto due figli.
- Edoardo Ponti (1973), regista, sceneggiatore e produttore cinematografico, che ha sposato l'attrice Sasha Alexander,[4] dalla quale ha avuto due figli.

## Ascendenza
|                                |   |                                    | Genitori          |  |  | Nonni |  |  | Bisnonni     |  |  | Trisnonni      |  |
|                                |   |                                    |                   |  |  |       |  |  | Andrea Ponti |  |  | Giuseppe Ponti |  |
|                                |   |                                    |                   |  |  |       |  |  | Andrea Ponti |  |  | Giuseppe Ponti |  |
|                                |   | Maria Antonia Longhi               |                   |  |  |       |  |  | Andrea Ponti |  |  |                |  |
| Ettore Ponti, I marchese Ponti |   |                                    |                   |  |  |       |  |  | Andrea Ponti |  |  |                |  |
|                                |   | Virginia Pigna                     | Giovanni Pigna    |  |  |       |  |  |              |  |  |                |  |
|                                |   | Virginia Pigna                     | Giovanni Pigna    |  |  |       |  |  |              |  |  |                |  |
|                                |   | Virginia Pigna                     | Elisabetta Turati |  |  |       |  |  |              |  |  |                |  |
| Leone Ponti                    |   | Virginia Pigna                     |                   |  |  |       |  |  |              |  |  |                |  |
|                                |   | Felice Spitaleri, barone di Muglia | …                 |  |  |       |  |  |              |  |  |                |  |
|                                |   | Felice Spitaleri, barone di Muglia | …                 |  |  |       |  |  |              |  |  |                |  |
|                                |   | Felice Spitaleri, barone di Muglia | …                 |  |  |       |  |  |              |  |  |                |  |
| Remigia Spitaleri              |   | Felice Spitaleri, barone di Muglia |                   |  |  |       |  |  |              |  |  |                |  |
|                                |   | Maria Grimaldi                     | …                 |  |  |       |  |  |              |  |  |                |  |
|                                |   | Maria Grimaldi                     | …                 |  |  |       |  |  |              |  |  |                |  |
|                                |   | Maria Grimaldi                     | …                 |  |  |       |  |  |              |  |  |                |  |
| Carlo Ponti                    |   | Maria Grimaldi                     |                   |  |  |       |  |  |              |  |  |                |  |
|                                | … | …                                  |                   |  |  |       |  |  |              |  |  |                |  |
|                                | … | …                                  |                   |  |  |       |  |  |              |  |  |                |  |
|                                | … | …                                  |                   |  |  |       |  |  |              |  |  |                |  |
| …                              | … |                                    |                   |  |  |       |  |  |              |  |  |                |  |
|                                |   | …                                  | …                 |  |  |       |  |  |              |  |  |                |  |
|                                |   | …                                  | …                 |  |  |       |  |  |              |  |  |                |  |
|                                |   | …                                  | …                 |  |  |       |  |  |              |  |  |                |  |
| Maria Zardone                  |   | …                                  |                   |  |  |       |  |  |              |  |  |                |  |
|                                |   | …                                  | …                 |  |  |       |  |  |              |  |  |                |  |
|                                |   | …                                  | …                 |  |  |       |  |  |              |  |  |                |  |
|                                |   | …                                  | …                 |  |  |       |  |  |              |  |  |                |  |
| …                              |   | …                                  |                   |  |  |       |  |  |              |  |  |                |  |
|                                |   | …                                  | …                 |  |  |       |  |  |              |  |  |                |  |
|                                |   | …                                  | …                 |  |  |       |  |  |              |  |  |                |  |
|                                |   | …                                  | …                 |  |  |       |  |  |              |  |  |                |  |
|                                |   | …                                  |                   |  |  |       |  |  |              |  |  |                |  |